# Franquía (puerto)
Franquía es un puerto fluvial de Uruguay, en el departamento de Artigas, situado a 5 kilómetros de Bella Unión. Se abre en el río Uruguay y frente al extremo N. de la isla brasileña y a 500 metros de la confluencia del río Cuareim. Es profundo y está rodeado de  altas barrancas; sirve principalmente para el reembarque de mercancías en tránsito para Brasil.